# Georges Chardin Délices
Georges Chardin Délices (Port-au-Prince, 4 marzo 1940) è un ex calciatore haitiano, di ruolo difensore e attaccante.

## Carriera

### Club
In patria ha giocato nell'Aigle Noir, con cui ha vinto una Coupe Pradel nel 1959 e poi una Coupe Vincent nel 1960.
Nei primi anni 1970 si trasferisce negli Stati Uniti d'America, giocando nel 1970 e 1972 con l'Elizabeth S.C., con cui vinse due edizioni della National Challenge Cup, nel 1970, battendo i L.A. Croatia, incontro nel quale segnò una rete, e 1972, sconfiggendo i San Pedro Yugoslavs.
L'esperienza con l'Elizabeth fu intermezzata nel 1971 da un suo ingaggio nella neonata franchigia NASL dei N.Y. Cosmos. Nella stagione 1971 la corsa al titolo nordamericano con i Cosmos fu interrotta alle semifinali, perse contro gli Atlanta Chiefs.

### Nazionale
Ha giocato per vari anni nella nazionale haitiana. Ha partecipato al torneo calcistico del III Giochi panamericani, ottenendo il quarto posto finale. Nel 1961 partecipa con la nazionale caraibica al IX Campionato centroamericano e caraibico di calcio, chiusa da Haiti al quarto posto nel girone finale, torneo in cui però Délices venne squalificato per rissa dopo una lite con il costaricano José Manuel Villalobos.

## Statistiche

### Cronologia presenze e reti in Nazionale[6]
| Cronologia completa delle presenze e delle reti in nazionale ― Haiti | Cronologia completa delle presenze e delle reti in nazionale ― Haiti | Cronologia completa delle presenze e delle reti in nazionale ― Haiti | Cronologia completa delle presenze e delle reti in nazionale ― Haiti | Cronologia completa delle presenze e delle reti in nazionale ― Haiti | Cronologia completa delle presenze e delle reti in nazionale ― Haiti | Cronologia completa delle presenze e delle reti in nazionale ― Haiti | Cronologia completa delle presenze e delle reti in nazionale ― Haiti |
| Data                                                                 | Città                                                                | In casa                                                              | Risultato                                                            | Ospiti                                                               | Competizione                                                         | Reti                                                                 | Note                                                                 |
| -------------------------------------------------------------------- | -------------------------------------------------------------------- | -------------------------------------------------------------------- | -------------------------------------------------------------------- | -------------------------------------------------------------------- | -------------------------------------------------------------------- | -------------------------------------------------------------------- | -------------------------------------------------------------------- |
| 28-8-1959                                                            | Chicago                                                              | Cuba                                                                 | 2 – 8                                                                | Haiti                                                                | Giochi Panamericani 1959                                             | 4                                                                    |                                                                      |
| 29-8-1959                                                            | Chicago                                                              | Stati Uniti                                                          | 7 – 2                                                                | Haiti                                                                | Giochi Panamericani 1959                                             | -                                                                    |                                                                      |
| 31-8-1959                                                            | Chicago                                                              | Argentina                                                            | 1 – 0                                                                | Haiti                                                                | Giochi Panamericani 1959                                             | -                                                                    |                                                                      |
| 2-9-1959                                                             | Chicago                                                              | Brasile                                                              | 9 – 1                                                                | Haiti                                                                | Giochi Panamericani 1959                                             | -                                                                    |                                                                      |
| 4-9-1959                                                             | Chicago                                                              | Costa Rica                                                           | 0 – 4                                                                | Haiti                                                                | Giochi Panamericani 1959                                             | -                                                                    |                                                                      |
| 6-9-1959                                                             | Chicago                                                              | Messico                                                              | 1 – 4                                                                | Haiti                                                                | Giochi Panamericani 1959                                             | 1                                                                    |                                                                      |
| 7-3-1961                                                             | San José                                                             | Cuba                                                                 | 1 – 2                                                                | Haiti                                                                | Campionato CCCF 1961                                                 | 1                                                                    |                                                                      |
| 9-3-1961                                                             | San José                                                             | Guatemala                                                            | 1 – 3                                                                | Haiti                                                                | Campionato CCCF 1961                                                 | 1                                                                    |                                                                      |
| 11-3-1961                                                            | San José                                                             | Costa Rica                                                           | 3 – 0                                                                | Haiti                                                                | Campionato CCCF 1961                                                 | -                                                                    |                                                                      |
| Totale                                                               |                                                                      | Presenze                                                             | 9                                                                    |                                                                      | Reti                                                                 | 7                                                                    |                                                                      |

## Palmarès
- Coupe Praedel: 1

Aigle Noir: 1959
- Coupe Vincent: 1

Aigle Noir: 1961
- National Challenge Cup: 2

Elizabeth: 1970, 1972